# Winthemia duplicata
Winthemia duplicata är en tvåvingeart som beskrevs av Henry J. Reinhard 1931. Winthemia duplicata ingår i släktet Winthemia och familjen parasitflugor.
Artens utbredningsområde är New Mexico. Inga underarter finns listade i Catalogue of Life.